# シェケレ
シェケレ（shekere, shekele）は、西アフリカ（ヨルバ族）起源の伝統的な民俗音楽の楽器で、大きな中空の瓢箪の周りに植物の種子・豆・ビーズ・貝などを通した網を編んで張り巡らせた打楽器。
ヨルバ語でシェケレ、キューバ（スペイン語）でチェケレ（Chequere）、ブラジル（ブラジルポルトガル語）でもヨルバ語由来のシェケレ（Xequere）ともいうが、実際はカバサ（cabasa、意味:瓢箪）と呼ばれる方が多い。奏法はさまざまで、マラカスのように振り回したり、叩いたりして、音を出し、リズムを取りながら演奏する。
アフリカでは、マリ共和国・ガーナ、ケニアなど多くの国で用いられている。ラテンアメリカではアフリカ音楽とともにキューバやブラジルに伝来し、アフロキューバ音楽・サルサ・ジャズなどのポピュラー音楽や、サンテリア（神々オリシャを崇める西アフリカ伝来の宗教儀式）などで用いられる。